# 江口駅
江口駅（えぐちえき）は、徳島県三好郡東みよし町中庄にある、四国旅客鉄道（JR四国）徳島線の駅である。駅番号はB20。

## 歴史
- 1914年（大正3年）3月25日：鉄道院（国鉄）徳島本線の駅として開業[1]。
- 1972年（昭和47年）10月1日：貨物及び荷物取扱廃止[2]。無人駅となる[3]。
- 1987年（昭和62年）4月1日：国鉄分割民営化により、四国旅客鉄道の駅となる[1]。
- 1988年（昭和63年）6月1日：線名改称により徳島線の駅となる。
- 2007年（平成19年）3月1日：簡易委託を廃止し、完全無人化。

## 駅構造
島式ホーム1面2線を有する地上駅。ホームから駅舎へは地下道を通っていく。
以前は駅舎内の商店で切符を販売していた簡易委託駅であったが、2007年3月1日をもって廃止、無人駅となった。

### のりば
| のりば | 路線    | 方向 | 行先           |
| ------ | ------- | ---- | -------------- |
| 1      | ■徳島線 | 上り | 穴吹・徳島方面 |
| 2      | ■徳島線 | 下り | 阿波池田行き   |

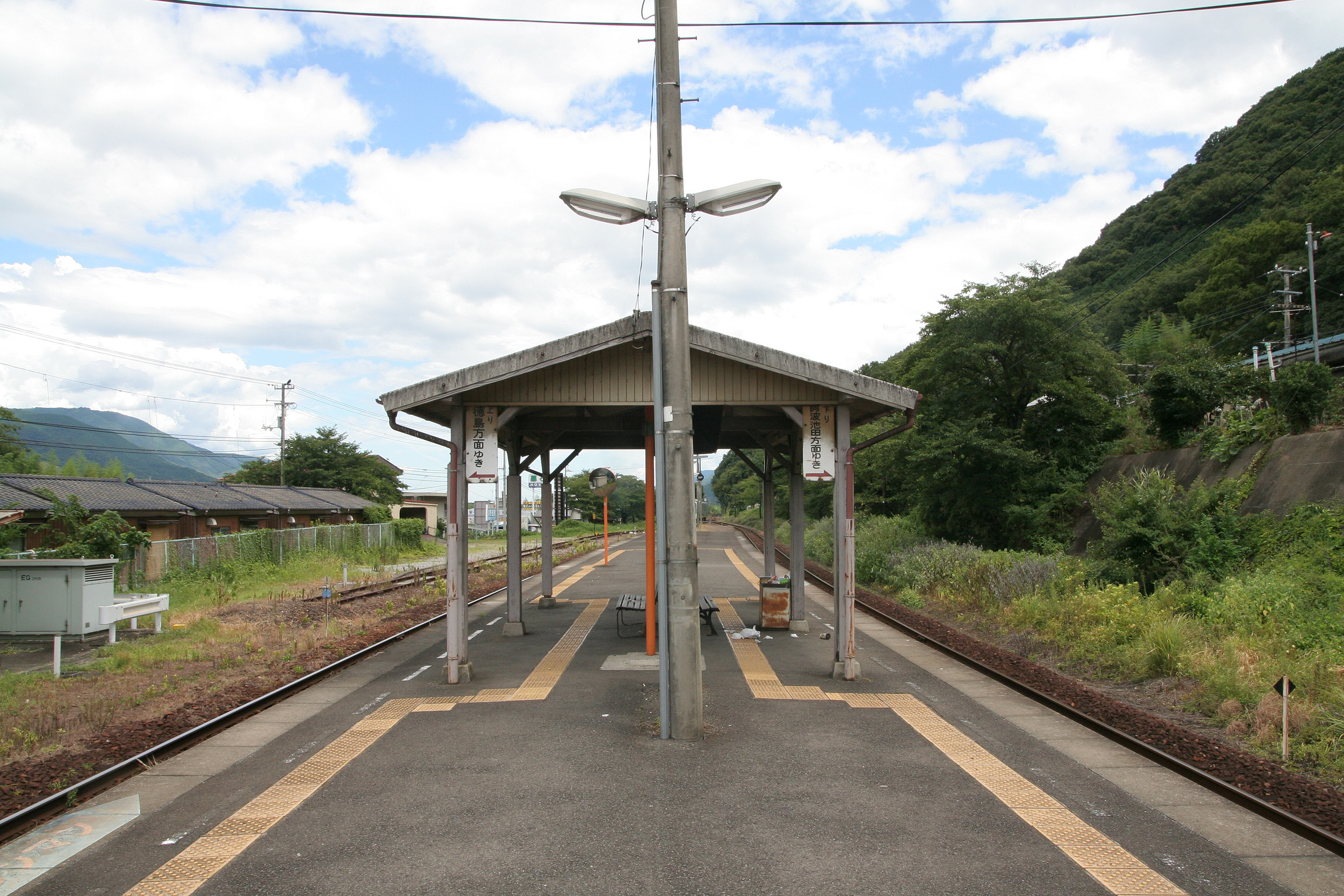
ホーム（2008年8月）

## 駅周辺
- 滝寺
- 五滝神社
- 江口郵便局
- 吉野川
- 東三好橋
- 三好市三野支所
- 林下寺（お花大権現）
- 国道192号
- 三好市営バス「総合支所前」停留所

## 隣の駅
四国旅客鉄道（JR四国）
■徳島線
■普通
阿波半田駅 (B19) - 江口駅 (B20) - 三加茂駅 (B21)